# Сандра Пісані
Сандра Пісані (англ. Sandra Pisani, 23 січня 1959 — 19 квітня 2022) — австралійська хокеїстка на траві.
Учасниця Олімпійських Ігор 1984, 1988 років.
Бронзова призерка Чемпіонату світу 1983 року.
Срібна призерка Трофею чемпіонів 1987 року.
```
 Gold: ['Field hockey at the 1988 Summer Olympics']
```